# Hangtömörítés
A hangtömörítési eljárás digitális hangtechnikai, tágabb értelemben számítástechnikai fogalom. 
Ezen eljárások fő célja az, hogy a nagyon nagy méretű (nagy adatmennyiséget tartalmazó) audioanyagok méretét csökkentse, és így gazdaságosabbá tegye tárolásukat, illetve lehetővé tegye azok tárolását és forgalmazását adott kapacitású adathordozókon (mint amilyen a CD és a DVD).
A hangtömörítési eljárások az adattömörítési eljárások részhalmazát képezik, ezek speciális változata, ami kifejezetten a hanganyagok adatfolyamának jellegzetességeire épül.

## Az eljárások elve

### Veszteségmentes tömörítés
A veszteségmentes tömörítés lényege, hogy az adatok mérete csökken amellett, hogy azok minősége bármilyen módon változna; így elkerülve az adatvesztést. Az eljárások között azok jobbak, melyek nagyobb tömörítést képesek elérni.
Az eljárások elve az, hogy a hanganyagok jellegzetességeire alapulva speciálisan ezen célra kialakított algoritmusokat használnak. A veszteségmentesen elérhető méretcsökkenés jelentősen kisebb (15-30%), mint a veszteségesen elérhető, tipikus mértéke (50–60)%.
Tömörítési eljárások:
- Meridian Lossless Packing – MLP
- Free Lossless Audio Codec – FLAC
- Apple Lossless – ALAC
- Monkey's Audio – APE
- Shorten – SHN
- WMA Lossless – WMA
- The True Audio codec – TTA (egy szabad, egyszerű, valós idejű, veszteségmentes eljárás).
- WavPack – WV

### Veszteséges tömörítés
A hangtömörítési eljárások nagy része veszteséges tömörítés, vagyis a tömörítés folyamán információ vész el: a cél az, hogy ez az információvesztés ne okozzon hallható minőségromlást, illetve a minőségromlás minél kisebb legyen. Az, hogy ezt a célt mennyire sikerül elérni (vagyis hogy egy adott mértékű tömörítés esetén mekkora a minőségromlás) határozza meg az eljárás sikerességét, jóságát. 
(Szigorúan véve ezen eljárások nem adattömörítések, hanem lényegtelen adatokat mellőző kódolások (irrelevance coding), mivel adatvesztést okoznak.)
A módszer lényege az úgynevezett pszichoakusztika, vagyis hogy az emberi fül nem minden létező hangot hall meg, illetve nem minden hangmagasságra egyformán érzékeny. Az eljárások megpróbálják a kevéssé hallott, vagy nem hallható részeket elhagyni, vagy beolvasztani a jobban hallható részekbe úgy, hogy ezzel adatcsökkenést tudjanak elérni. A módszerek jóságát a pszichoakusztikai modelljük jósága, hatékonysága nagyban meghatározza. Ha a modell hibás, akkor a hanganyagból hallható részek hiányoznak, ami minőségromlást jelent.
Mivel a kódolások adatvesztéssel járnak, és az eltérő eljárások eltérő módon okoznak adatvesztést, minden ezen eljárásokkal kódolt hanganyag (veszteséges tömörítéssel való) újrakódolása vagy átalakítása jelentős minőségromlást eredményez.
Eljárások:
- Ogg Vorbis
- Ogg Speex (speciális beszédtömörítő eljárás)
- MP3
- MP2
- RealAudio
- AAC (az Apple által favorizált formátum)
- Dolby AC-3
- ATRAC – (a Sony védett formátuma)
- Musepack (MPC)
- Windows Media Audio – WMA